# III Zakon franciszkański
III Zakon franciszkański, inaczej tercjarze św. Franciszka – grupa zakonów i zgromadzeń męskich i żeńskich oraz Franciszkańskiego Zakonu Świeckich, który mimo nazwy zakonu posiada charakter międzynarodowego stowarzyszenia publicznego. Mają one wspólne pochodzenie od założonych pod wpływem św. Franciszka z Asyżu Braci i Sióstr od pokuty – grupy ludzi świeckich pragnących realizować ideały życia franciszkańskiego. Kryterium przynależności danego instytutu życia konsekrowanego do III Zakonu jest jego afiliacja. III Zakon jest częścią większej rodziny zakonów i zgromadzeń franciszkańskich.
Św. Franciszek nie nadał tercjarzom żadnych ram organizacyjnych, poprzestając jedynie na wskazaniach duchowych, zawartych w Liście do wiernych. Z czasem w łonie ruchu niektóre grupy tercjarzy przyjmowały zorganizowaną formę życia wspólnego, tworząc regularne zakony, zwane trzecim zakonem regularnym, którego pierwszą Regułę zatwierdził Leon X w 1521. Tradycję pierwotnego sposobu życia tercjarzy – życia w świecie, ale według ducha zakonnych ślubów – kontynuuje Franciszkański Zakon Świeckich, którego pierwszą Regułę zatwierdził Mikołaj IV w 1289.
Po I wojnie światowej tercjarze świeccy osiągnęli apogeum liczebności, niemalże 4 mln członków w 24 tys. wspólnot. Obecnie jest to ok. 500 tys. osób. Męski Trzeci Zakon Regularny liczy ok. 800 braci, zaś kongregacje żeńskie – ok. 1300 sióstr. W agregowanych do Zakonu kongregacjach (jest ich niemalże 400, z czego 226 na prawie papieskim) znajduje się ok. 1400 zakonników i 100 tys. zakonnic.

## Historia
Początki III Zakonu św. Franciszka są do dziś nie w pełni wyjaśnione. Podobne grupy, zwane pokutnikami, czy zakonem pokutników (ordo paenitentium) istniały już pod koniec XII wieku. Prawdopodobnie św. Franciszek nadał istniejącym już grupom nową formę, opartą na życiu według Ewangelii. Kwiatki św. Franciszka opisują entuzjazm mieszkańców miejscowości Cannara, którzy pragnąc pójść za „Biedaczyną z Asyżu” w szeregach I i II Zakonu usłyszeli od niego: Nie spieszcie i nie odchodźcie, a ja wam powiem, co dla zbawienia dusz waszych czynić macie. Rolę duchowego poradnika dla braci i sióstr pokutników pełnił List do wiernych autorstwa Franciszka.
W latach 1221–1228 powstał Memoriale, napisany prawdopodobnie przez kard. Hugolina, uważany na pierwszą regułę III Zakonu. Jednak kanoniczne uznanie nastąpiło dopiero 17 sierpnia 1289 w Rieti, kiedy to Mikołaj IV bullą Supra Montem, zatwierdził pokutników, pozostających pod duchowym kierownictwem franciszkanów, jako zakon i nadał mu Regułę.
Tym, co odróżniało III Zakon od różnych konfraterni i bractw religijnych były liczne przywileje: 1) zwolnienie jego członków z feudalnej przysięgi wierności, a co za tym idzie ze służby wojskowej, 2) wyjęcie ich spod sądownictwa cywilnego jako osób poświęconych Bogu, 3) wyjęcie spod interdyktów nakładanych podówczas na całe miasta. Tercjarze, pochodzący z wszelkich stanów, od królów do wieśniaków, oddawali się rozmaitym inicjatywom apostolskim i charytatywnym, prowadząc szpitale, magazyny żywności, prowadząc działalność oświatową. Ich strojem była szara, czarna lub brązowa tunika przepasana franciszkańskim sznurem (cingulum), płaszcz-peleryna w tym samym kolorze co tunika i biały, płócienny welon jako nakrycie głowy dla sióstr. W 1508 Juliusz II określił, że szkaplerz, będzie zastępować noszenie habitu przez tercjarzy franciszkańskich. Klemens XI w 1704 zatwierdził mały Szkaplerz św. Franciszka z Asyżu (szkaplerz franciszkański, zwany serafickim) na tasiemkach, noszony pod ubraniem. W 1957 wprowadzono Medalik św. Franciszka z Asyżu i pozwolono na zastępowanie nim szkaplerza. To utorowało drogę do noszonego obecnie drewnianego krzyżyka Tau, zawieszonego na sznurku lub rzemyku z trzema węzełkami, jako symbolowi franciszkańskiego życia pokutnego. Od XVI wieku żywotne było Bractwo Paska św. Franciszka (Cordigeri), zatwierdzone  przez Sykstusa V w 1585, którego konfraternie działały przy kościołach franciszkanów. Tercjarze wydawali liczne owoce świętości. Oprócz osób kojarzonych mocno z duchowością franciszkańską: św. Elżbieta Węgierska, św. Ludwik IX, św. Małgorzata z Kortony, bł. Rajmund Llull, bł. Aniela z Foligno, św. Róża z Viterbo, św. Roch, św. Iwo, do III Zakonu należało również wielu założycieli zakonów: św. Brygida Szwedzka, św. Ignacy Loyola, św. Kajetan z Thieny, św. Filip Neri, św. Kamil de Lellis, św. Joanna de Chantal, św. Aniela Merici.
Od samego początku istnieli wśród tercjarzy eremici (pustelnicy) i rekluzi. Częściej jednak wspólnoty pokutników przyjmowały życie wspólnotowe, zobowiązując się do posłuszeństwa, celibatu i oddawania swych dochodów do wspólnej kasy. W 1295 Bonifacy VIII bullą Cupientes cultum z 11 lipca 1295 pozwolił niemieckim Braciom Pokutnikom na prowadzenie życia we wspólnocie, oraz budowanie oratoriów dla pełnienia służby Bożej. W ślad za nimi poszły inne wspólnoty tworząc Trzeci Zakon Regularny. Poszczególne kongregacje tych klasztorów osiągały autonomię, odbywając własne kapituły i wybierając przełożonych. Za kanoniczne zatwierdzenie uznaje się bullę Mikołaja V z 20 lipca 1447. W 1521 tercjarzom regularnym Leon X nadał Regułę zawierającą Regułę Mikołaja IV z 1289, uzupełnioną o nowe przepisy. Cały męski Trzeci Zakon Regularny liczył sobie na pocz. XVIII wieku 217 klasztorów i ok. 4000 braci. Powstawały też liczne kongregacje żeńskie, przez Sobór Trydencki zobowiązane do zachowania klauzury.
Męskie i żeńskie grupy pokutników oprócz przejścia na klasztorny sposób życia ze ślubami uroczystymi i klauzurą, dały też początek licznym instytutom (zgromadzeniom zakonnym) ze ślubami prostymi: siostry szpitalne zwane Szarymi Siostrami, ubogie Córki Miłosierdzia św. Marii Magdaleny Postel, albo elżbietanki w Niemczech, urszulanki we Włoszech, betlejemici św. Piotra de Betancur w Gwatemali,  bracia najmniejsi (minimici) św. Franciszka z Paoli we Włoszech. Aby obejść prawo Soboru Trydenckiego, nakładającego klauzurę, członkowie tych instytutów składali śluby proste. W myśl prawa kościelnego nie byli zatem uważani za prawdziwych zakonników. Dopiero w 1905 Stolica Apostolska dała im prawo obywatelstwa w instytutach zakonnych pod warunkiem agregacji do zakonu ze ślubami uroczystymi: jednej z gałęzi I Zakonu lub III Zakonu Regularnego.
Będąca owocem oświecenia presja rządów odnośnie do sekularyzacji życia zakonnego pod koniec XVIII wieku dotknęła także III Zakon we wszelkich postaciach. Wspólnoty świeckich tercjarzy przetrwały jednak jako stowarzyszenia prywatne. Regułę Mikołaja IV z 1289, zastąpiła Reguła Leona XIII, nadana Konstytucją apostolską Misercors Dei Filius z 30 maja 1883, którą zastąpiła Reguła Pawła VI, nadana Listem apostolskim Seraphicus Patriarcha z 24 czerwca 1978 dla Franciszkańskiego Zakonu Świeckich. Dla Trzeciego Zakonu Regularnego normatywną po Regule Leona X z 1521, stała się Reguła Piusa XI z 4 listopada 1927, zastąpiona przez Regułę Jana Pawła II z 8 grudnia 1982.

## Instytuty zakonne
Męskie instytuty zakonne III Zakonu franciszkańskiego:
- albertyni
- Bracia Chrystusa Cierpiącego[2]
- Bracia Serca Maryi
- doloryści
- franciszkanie Maryi Niepokalanej
- franciszkanie Odnowy
- słudzy Maryi
- Trzeci Zakon Regularny

Żeńskie instytuty zakonne III Zakonu franciszkańskiego:
- albertynki
- antonianki
- antoninki
- bernardynki
- córki świętego Franciszka Serafickiego
- córki św. Franciszka z Florencji
- córki Maryi Niepokalanej
- córki Najczystszego Serca NMP
- elżbietanki cieszyńskie
- felicjanki
- franciszkanki od chrześcijańskiej miłości
- franciszkanki od cierpiących
- franciszkanki od św. Klary
- Franciszkanki Maryi Nieustającej Pomocy
- franciszkanki misjonarki
- franciszkanki Odnowy
- franciszkanki od Pokuty i Miłości Chrześcijańskiej (z Orlika)
- franciszkanki służebnice Krzyża
- Franciszkanki Szkolne
- franciszkanki szpitalne
- franciszkanki Rodziny Maryi
- kapucynki Serca Jezusowego
- kapucynki tercjarki
- franciszkanki od Niepokalanego Poczęcia Najświętszej Maryi Panny (koncepcjonistki)
- maksymilianki
- obliczanki
- pocieszycielki
- rycerki Niepokalanej
- serafitki
- sercanki
- siostry bł. Jana Pawła II
- sługi Jezusa
- wspomożycielki